# Sexbierum

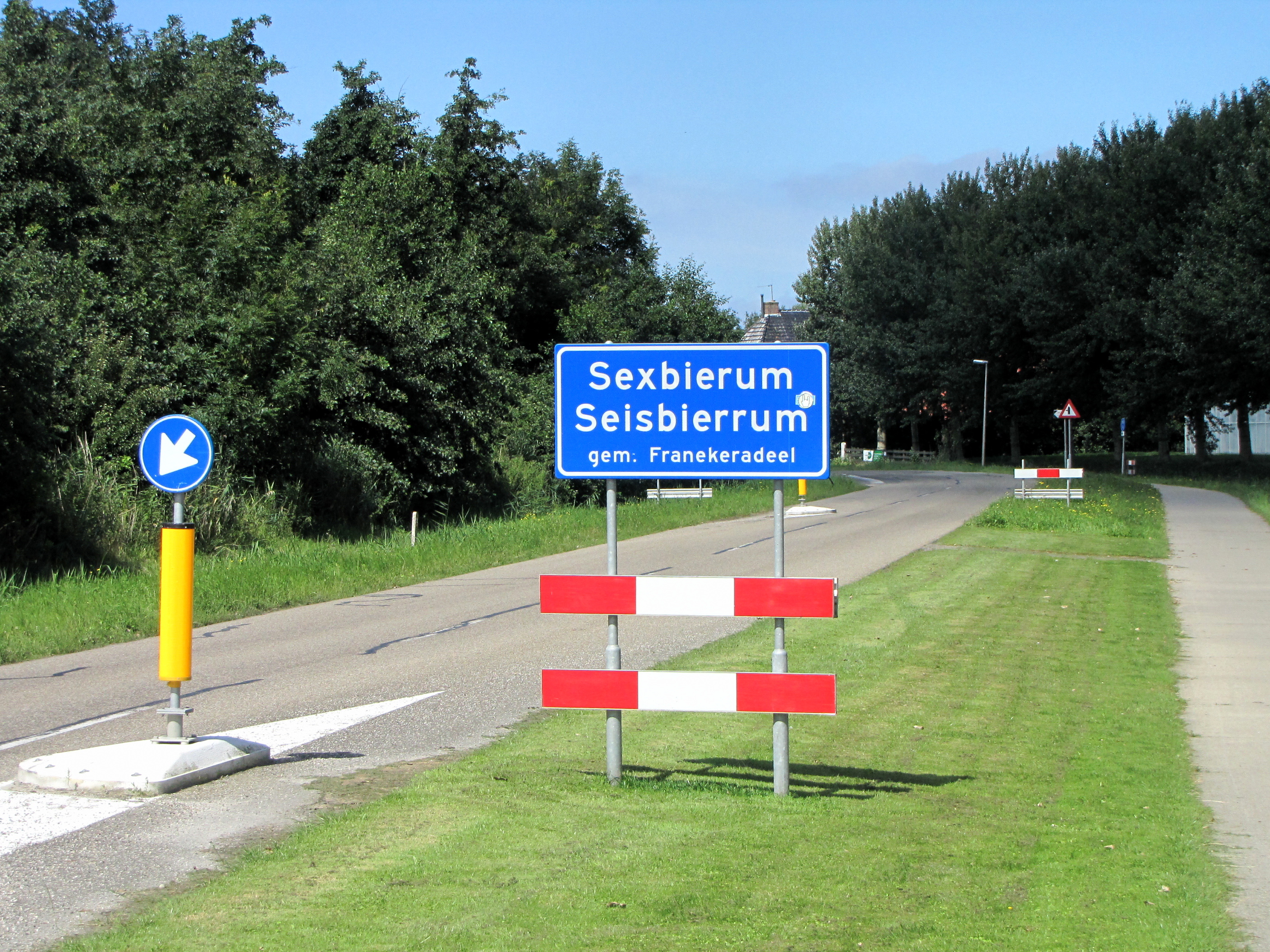
Ortsschild

Sexbierum (westfriesisch Seisbierrum) ist ein Ort in der Gemeinde Waadhoeke (bis 2017 Franekeradeel) in der niederländischen Provinz Friesland. Sexbierum liegt etwa 7 km vom Verwaltungssitz der Gemeinde in Franeker entfernt.
Der Ort ist heutzutage vor allem durch seinen Namen bekannt, der scheinbar die Worte Sex, Bier und Rum verbindet. Erstmals erwähnt wird der Ort 1322 unter dem Namen Sixtebeeren, der sich vermutlich vom Namen des heiliggesprochenen Bischofs von Rom Sixtus II. († 258) und dem friesischen Wort bere, das so viel wie „Haus“ bedeutet, herleitet.
Sexbierum bildet zusammen mit Pietersbierum eine Art Doppelort, da beide Orte im Laufe der Zeit zusammengewachsen sind. Insgesamt haben Sexbierum und Pietersbierum etwa 660 Häuser mit 1.735 Einwohnern (Stand: 1. Januar 2024) und ungefähr 50 Betriebe. In den Orten gibt es auch viele Vereine und eine Bibliothek. Der Wissenschaftspark Aeolus soll den Besuchern die Windkraft erläutern.

## Bilder

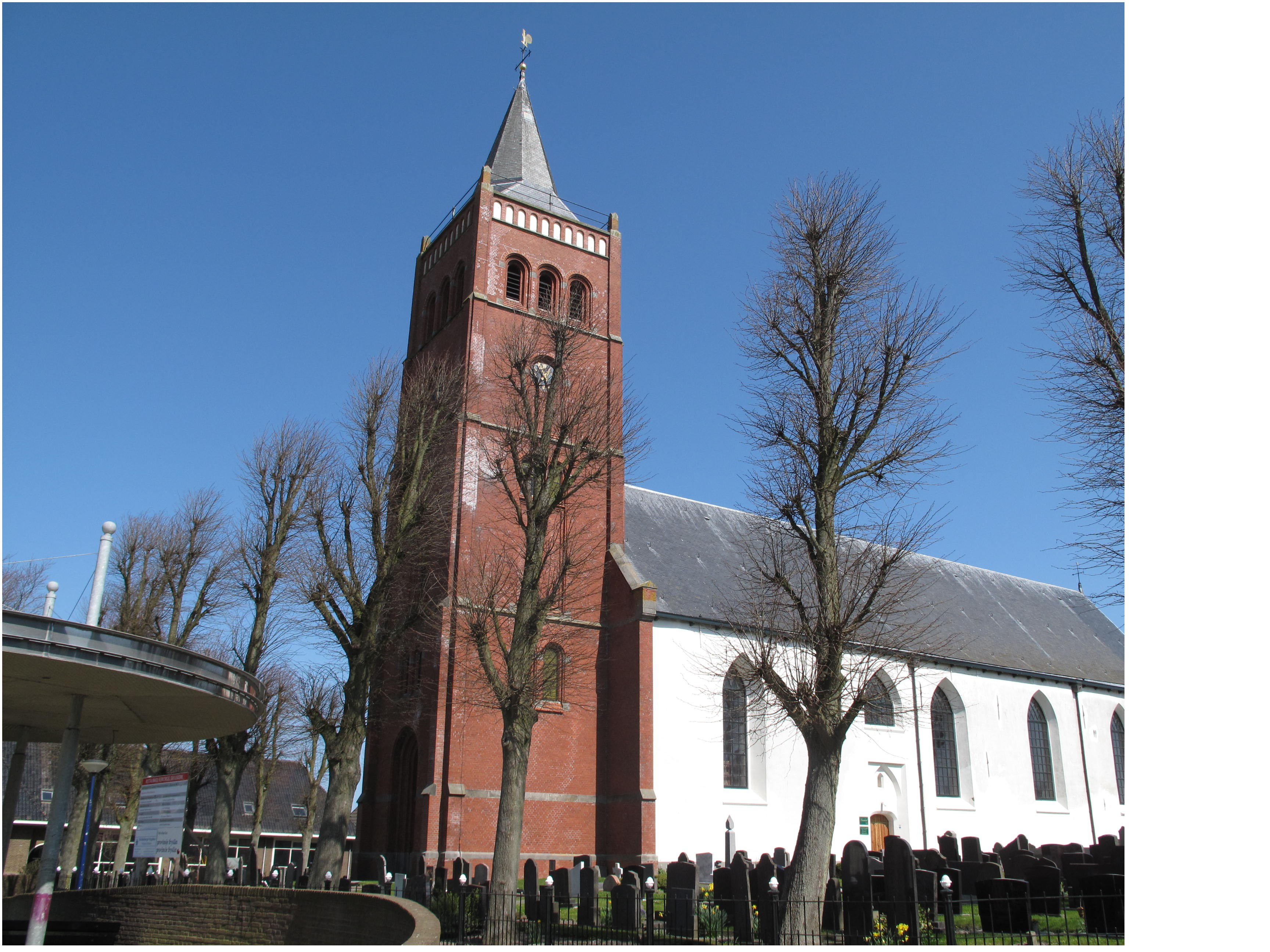
Sexbierum, Kirche: Sixtuskerk
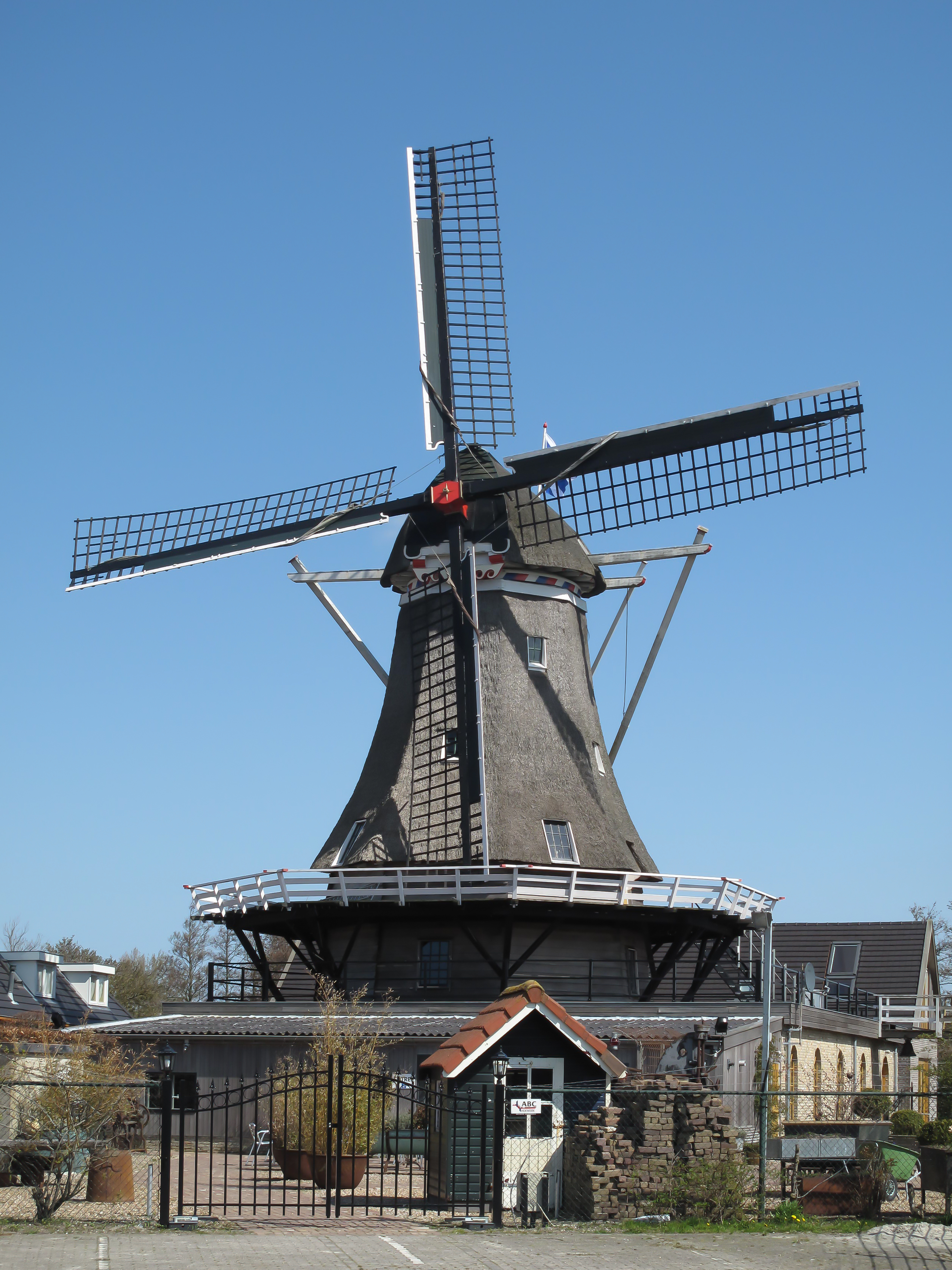
Sexbierum, Mühle: korenmolen de Koorenaar